# Grande Nevoeiro de 1952
O Nevoeiro de 1952, conhecido também como The Great Smog, foi um período de severa poluição atmosférica, entre os dias 5 e 9 de dezembro de 1952 que encobriu a cidade de Londres. O fenômeno foi considerado como um dos piores impactos ambientais até então, sendo causado pelo crescimento incontrolado da queima de combustíveis fósseis na indústria e nos transportes. Acredita-se que o nevoeiro tenha causado a morte de 12 000 londrinos, e deixado outros 100 000 doentes.

## História

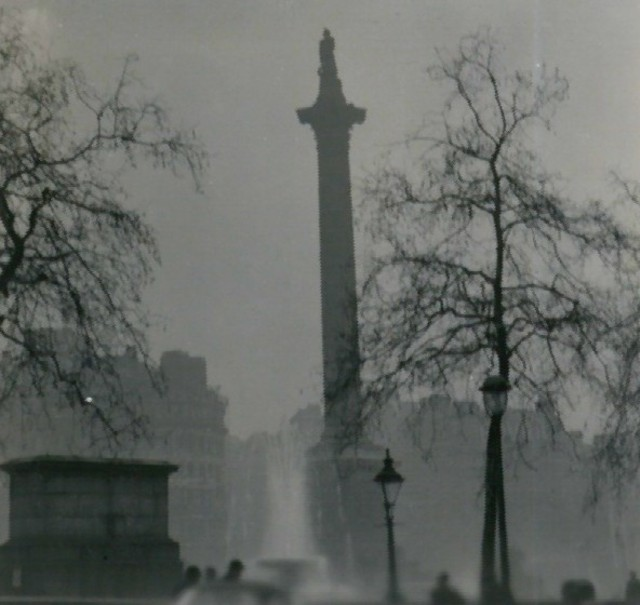
O clima durante o Grande Nevoeiro de 1952.

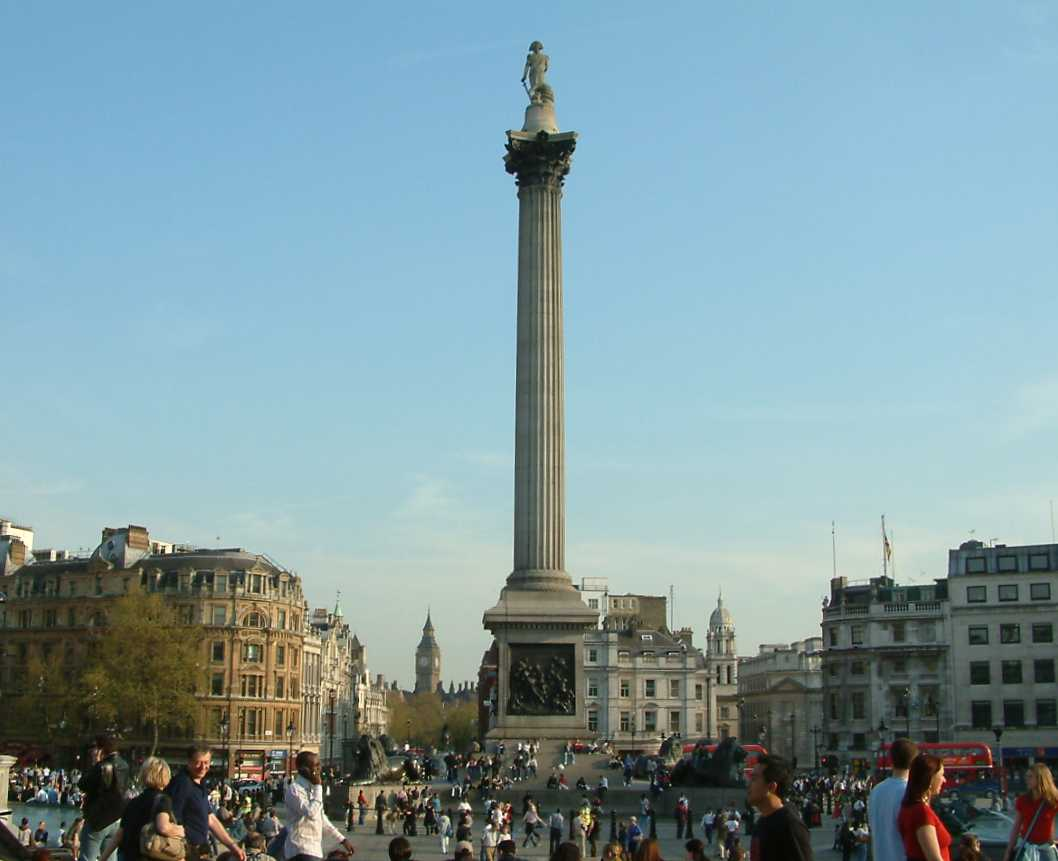
Trafalgar Square com a Nelson's Column em dia de céu limpo.

Em dezembro de 1952, uma frente fria chegou a Londres e fez com que as pessoas queimassem mais carvão que o usual no inverno. O aumento na poluição do ar foi agravado por uma inversão térmica, causada pela densa massa de ar frio. O acúmulo de poluentes foi crescente, especialmente de fumaça e partículas do carvão que era queimado.
Devido aos problemas econômicos no pós-guerra, o carvão de melhor qualidade para o aquecimento havia sido exportado. Como resultado, os londrinos usaram o carvão de baixa qualidade, rico em enxofre, o que agravou muito o problema.
O nevoeiro resultante, uma mistura de névoa natural com muita fumaça negra, tornou-se muito denso, chegando a impossibilitar o trânsito de automóveis nas ruas. Muitas sessões de filmes e concertos foram canceladas, uma vez que a plateia não podia ver o palco ou a tela, pois a fumaça invadiu facilmente os ambientes fechados.

## Saúde pública
Inicialmente, não houve pânico, pois os nevoeiros em Londres, conhecidos por fog, são comuns e famosos. Porém, nas semanas seguintes as estatísticas compiladas pelos serviços médicos descobriram que o nevoeiro já havia matado 4 000 pessoas. A maioria das vítimas foram crianças muito novas, idosos e pessoas com problemas respiratórios preexistentes. As mortes, na maioria dos casos, ocorreram em consequência de infecções do trato respiratório, causada por hipóxia, e também pela obstrução mecânica das vias respiratórias superiores por deposição de secreções causada pela fumaça negra e afecções.
As infecções de pulmão eram principalmente broncopneumonia ou bronquite aguda. Um total de 8 000 pessoas morrem nas semanas e meses seguintes.

## Meio ambiente
O grande número de mortes deu um importante impulso aos movimentos ambientais, e levou a uma reflexão acerca da poluição do ar, pois a fumaça havia demonstrado grande potencial letal. Então, novas regulamentações legais foram baixadas, restringindo o uso de combustíveis sujos na indústria e banindo a fumaça negra. Nos anos seguintes, uma série de normas legais como o Clean Air Act 1956 e o Clean Air Act 1968, restringiram a poluição do ar.
O carvão além de enxofre, contém metais pesados e altamente tóxicos como mercúrio, cádmio, níquel, arsênio, entre outros.